# Club Deportivo y Recreativo Puerto Varas (femenino)
El Club Deportivo y Recreativo Puerto Varas Femenino es la rama de fútbol femenino del club chileno perteneciente a la ciudad de Puerto Varas en la Región de Los Lagos. Es el único equipo de fútbol de esta ciudad que milita en un torneo oficial organizado por la ANFP. Actualmente participa en la Primera División de fútbol femenino de Chile, en donde participa por primera vez del Torneo Apertura 2015.
La rama femenina fue creada a en el año 2009 para fomentar el deporte en aquella ciudad, pero sería en 2011 en donde participaría por primera vez de un campeonato oficial, en el Campeonato Regional Sur de Fútbol Femenino, pero bajo el nombre de Deportes Puerto Montt. Durante el año 2015 se oficializa su participación como Club Deportivo y recreativo Puerto Varas en la Primera División de fútbol femenino de Chile, máxima categoría del fútbol femenino profesional en Chile que es organizada por la Asociación Nacional de Fútbol Profesional (ANFP).
Junto a Boston College, Deportes Ñielol y la Universidad Austral son los únicos equipos participantes de la Primera división femenina que no poseen su similar masculino en algún torneo oficial de la ANFP o la ANFA.
Su clásico rival es Deportes Puerto Montt, debido a que ambos son de la misma región de Los Lagos.

## Historia
El club Deportivo y Recretivo Puerto Varas nace en 2009 para fomentar el deporte en la ciudad de Puerto Varas, quienes no tenían ningún equipo profesional participando en algún torneo oficial. El año 2010 participa de la Copa Chile Femenino 2010, en donde obtiene un histórico cuarto lugar.
En 2011, luego de varias gestiones de los dirigentes, es aceptado a participar del nuevo torneo organizado por la ANFP el Campeonato Regional Sur de Fútbol Femenino, pero como en las bases decía que solo podían participar equipos pertenecientes a la ANFP, tuvo que hacerlo bajo el nombre de Deportes Puerto Montt. Como grandes logros bajo el nombre del club salmonero se destacan a nivel Sub-17 con la obtención del campeonato de Apertura 2012 y dos vicecampeonatos, en 2011 y Clausura 2012.
En el año 2014, Deportes Puerto Montt pasó a tener el control completo de la rama femenina del club, por lo que las puertovarinas y sus dirigentes tuvieron que volver a trabajar en solitario y realizar las diligencias para volver a competir profesionalmente. Todo rindió frutos en el año 2015, en donde es aceptado a participar del Torneo de Apertura 2015 y continuar con el trabajo que ya habían comenzado a realizar años anteriores.

## Estadio
El club puertovarino hace de local en el Estadio Municipal de Puerto Varas "Ewaldo Klein", el cual se encuentra actualmente en remodelación. Se encuentra ubicado en la intersección de las calles San Francisco y García Moreno, en la ciudad de Puerto Varas de la Región de Los Lagos, contará con una capacidad máxima de 800 espectadores.

## Datos del club
- Temporadas en Primera División femenino: 
  - 2 (Apertura 2013 - Clausura 2013) como Deportes Puerto Montt.
  - 2 (Apertura 2015 - presente) como Club Deportivo y Recreativo Puerto Varas.

- Debut en Primera División femenino: 
  - Apertura 2013 (Como Deportes Puerto Montt).
  - Apertura 2015 (Como Deportivo y Recreativo Puerto Varas).

- Mejor puesto en la liga: 
  - 5° Zona Sur Clausura 2013 (Como Deportes Puerto Montt).
  - Cuartos de final en Apertura 2015 (Como Deportivo y Recreativo Puerto Varas).

- Mejor puesto en Copa Chile: Cuarto lugar en Copa Chile Femenino 2010.

## Palmarés

### Torneos nacionales
- Campeonato Regional Sub-17 (1): Apertura 2012 (Como Deportes Puerto Montt).
- Subcampeón de Campeonato Regional Sub-17 (2): 2011 y Clausura 2012 (Como Deportes Puerto Montt).
- Cuarto lugar de la Copa Chile Femenino (1): 2010.

### Torneos internacionales
no ostenta